# Paracroesia abievora
Paracroesia abievora  (лат.) — вид бабочек из семейства листовёрток. Распространён на юге Приморского края, в Японии и на севере Корейского полуострова. Обитают в смешанных лесах. Молодые гусеницы питаются на пихте, состригая верхушки их хвоинок. Позже гусеницы развиваются в трубках, которые лепятся из игл пихты. В Японии гусеницы отмечены на пихте твёрдой. Бабочек можно наблюдать с апреля по май и в июле. Размах крыльев 12—13 мм.